# Лежка крепост
Лежката крепост (на албански: Kalaja e Lezhës) е крепост над град Лежа в северна Албания. Най-високата точка на крепостта се издига на 186 m надморска височина.
Крепост на местото е съществувала още по илирийско време. Впоследствие е последователно под елинско, римско, византийско и за кратко българско владение.
От 1440 г. крепостта е венецианско владение, а от 1522 г. е под османски контрол.